# Elliott Belgrave
Elliott Fitzroy Belgrave (Boscobelle, 16 marzo 1931) è un politico barbadiano.
Dal 1º giugno 2012 al 1º luglio 2017 è stato Governatore generale di Barbados. Nel periodo novembre 2011 - giugno 2012 era stato Governatore ad interim, dopo Clifford Husbands.